# كوكريل هيل
كوكريل هيل (بالإنجليزية: Cockrell Hill, Texas)‏ هي مدينة تقع في مقاطعة دالاس بولاية تكساس في شمال شرق الولايات المتحدة. تبلغ مساحة هذه المدينة 1.5 (كم²)، وترتفع عن سطح البحر 195 م، بلغ عدد سكانها 4193 نسمة في عام 2010 حسب إحصاء مكتب تعداد الولايات المتحدة .

## وصلات خارجية
- http://cockrell-hill.tx.us/
- The US50 - Cities and Towns in Texas State